# Біологічна станція

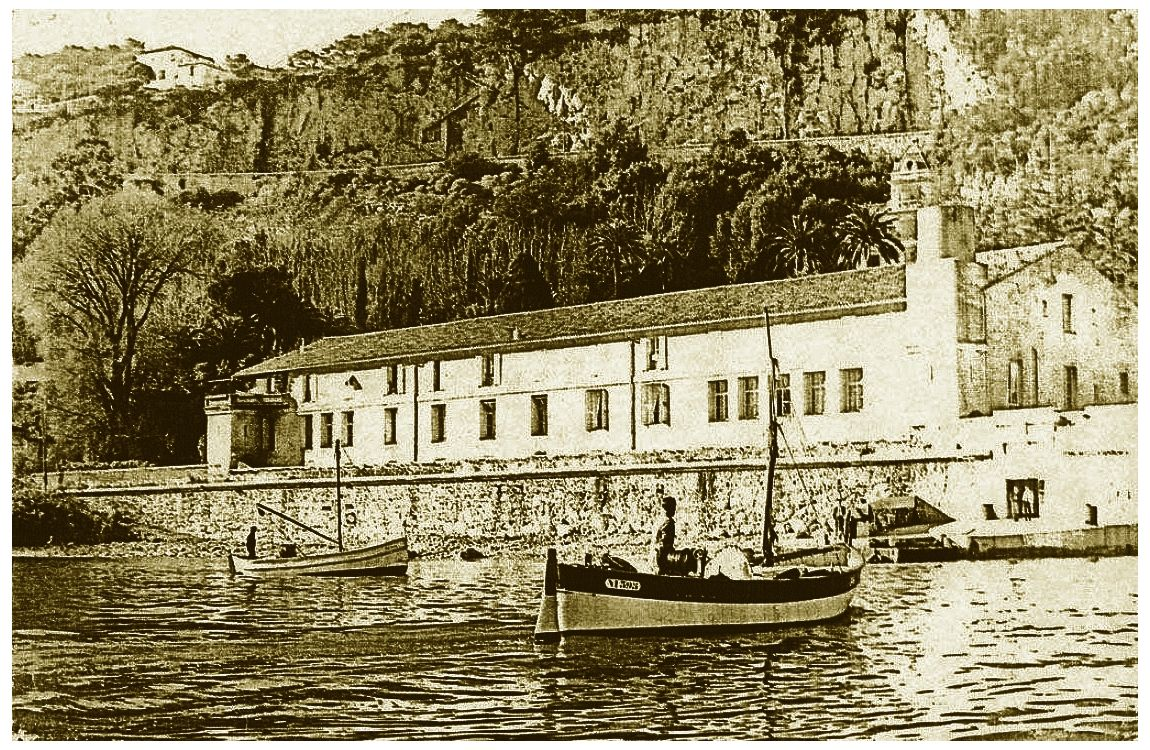
Біологічна станція у Вільфранш-сюр-Мер біля Ніцци, 1898 рік.

Біологі́чна ста́нція (біостанція) — наукова установа для стаціонарного вивчення фауни і флори певних районів земної кулі. Найчисленнішими серед біостанцій є гідробіологічні станції, які вивчають морську і прісноводну фауну і флору.

## Загальний опис
Перші морські біостанції виникли як навчальні лабораторії французьких університетів (Марсель, 1834; Конкарно, 1859; Аркашон, 1863), і працювали переважно влітку.
У 1886 році професор Київського університету О. О. Коротнєв організував на Середземному морі біля Ніцци (Вільфранш-сюр-Мер) біостанцію, що існує і тепер як біостанція спершу Паризького університету, а пізніше — CNRS (французький аналог Академії наук).
Окремий тип біостанцій — рибогосподарські науково-дослідні станції. Деякі морські біостанції згодом реорганізувались в інститути.

## Біостанції в Україні
В Україні найбільші біостанції розташовані на Чорному морі: Севастопольська, заснована 1871–1872 роках (зараз Інститут біології південних морів імені О. О. Ковалевського НАН України, Карадазька, заснована 1914 року (зараз Карадазький природний заповідник НАН України) — на східному узбережжі Криму і Одеська біостанція Інституту гідробіології НАН України, заснована 1954 року на мису Малий Фонтан.